# Wyszczewesełe
Wyszczewesełe (ukr. Вищевеселе) – wieś na Ukrainie, w obwodzie sumskim, w rejonie ochtyrskim, w hromadzie Kyrykiwka. W 2001 liczyła 495 mieszkańców.